# Olympische Sommerspiele 2012/Rudern – Doppelvierer (Männer)
Der Ruderwettbewerb im Doppelvierer der Männer bei den Olympischen Spielen 2012 in London wurde vom 28. Juli bis zum 3. August 2012 auf dem Dorney Lake ausgetragen. 52 Athleten in 13 Booten traten an. 
Die Ruderregatta, die über 2000 Meter ausgetragen wurde, begann mit drei Vorläufen. Die ersten drei Boote zogen ins Halbfinale ein, die restlichen starteten im Hoffnungslauf. Hier konnten sich die ersten drei Boote für das Halbfinale qualifizieren. Die übrigen Boote schieden aus.
In den beiden Halbfinals kamen die ersten drei Boote ins Finale A, die restlichen ins Finale B zur Ermittlung der Plätze 7 bis 12.
Die jeweils qualifizierten Boote sind hellgrün unterlegt.

## Titelträger
| Olympiasieger | Polen Besatzung: Konrad Wasielewski, Marek Kolbowicz, Michał Jeliński, Adam Korol         | Peking 2008 |
| Weltmeister   | Australien Besatzung: Christopher Morgan, James McRae, Karsten Forsterling, Daniel Noonan | Bled 2011   |

## Bootsbesatzung
| Boot               | Besatzung                                                                  |
| ------------------ | -------------------------------------------------------------------------- |
| Australien         | Christopher Morgan, Karsten Forsterling, James McRae, Daniel Noonan        |
| Deutschland        | Karl Schulze, Philipp Wende, Lauritz Schoof, Tim Grohmann                  |
| Estland            | Andrei Jämsä, Allar Raja, Tõnu Endrekson, Kaspar Taimsoo                   |
| Frankreich         | Benjamin Chabanet, Matthieu Androdias, Pierre-Jean Peltier, Adrien Peltier |
| Großbritannien     | Stephen Rowbotham, Charles Cousins, Tom Solesbury, Matthew Wells           |
| Italien            | Matteo Stefanini, Francesco Fossi, Pierpaolo Frattini, Simone Raineri      |
| Kroatien           | David Šain, Martin Sinković, Damir Martin, Valent Sinković                 |
| Neuseeland         | John Storey, Michael Arms, Matthew Trott, Robert Manson                    |
| Polen              | Konrad Wasielewski, Marek Kolbowicz, Michał Jeliński, Adam Korol           |
| Russland           | Wladislaw Rjabzew, Alexei Swirin, Nikita Morgatschow, Sergei Fedorowzew    |
| Schweiz            | Florian Stofer, Nico Stahlberg, André Vonarburg, Augustin Maillefer        |
| Ukraine            | Wolodymyr Pawlowskyj, Kostjantyn Saizew, Serhij Hryn, Iwan Dowhodko        |
| Vereinigte Staaten | Wesley Piermarini, Alexander Osborne, Peter Graves, Elliot Hovey           |

## Vorläufe
28. Juli 2012

### Vorlauf 1
| Platz | Boot               | Besatzung                                                                  | Zeit (min) |
| ----- | ------------------ | -------------------------------------------------------------------------- | ---------- |
| 1     | Russland           | Wladislaw Rjabzew, Alexei Swirin, Nikita Morgatschow, Sergei Fedorowzew    | 5:42,26    |
| 2     | Estland            | Andrei Jämsä, Allar Raja, Tõnu Endrekson, Kaspar Taimsoo                   | 5:42,87    |
| 3     | Frankreich         | Benjamin Chabanet, Matthieu Androdias, Pierre-Jean Peltier, Adrien Peltier | 5:44,25    |
| 4     | Vereinigte Staaten | Wesley Piermarini, Alexander Osborne, Peter Graves, Elliot Hovey           | 5:50,25    |
| 5     | Italien            | Matteo Stefanini, Francesco Fossi, Pierpaolo Frattini, Simone Raineri      | 6:08,99    |

### Vorlauf 2
| Platz | Boot       | Besatzung                                                           | Zeit (min) |
| ----- | ---------- | ------------------------------------------------------------------- | ---------- |
| 1     | Kroatien   | David Šain, Martin Sinković, Damir Martin, Valent Sinković          | 5:39,08    |
| 2     | Polen      | Konrad Wasielewski, Marek Kolbowicz, Michał Jeliński, Adam Korol    | 5:40,56    |
| 3     | Australien | Christopher Morgan, Karsten Forsterling, James McRae, Daniel Noonan | 5:41,56    |
| 4     | Neuseeland | John Storey, Michael Arms, Matthew Trott, Robert Manson             | 5:41,62    |

### Vorlauf 3
| Platz | Boot           | Besatzung                                                           | Zeit (min) |
| ----- | -------------- | ------------------------------------------------------------------- | ---------- |
| 1     | Deutschland    | Karl Schulze, Philipp Wende, Lauritz Schoof, Tim Grohmann           | 5:39,69    |
| 2     | Großbritannien | Stephen Rowbotham, Charles Cousins, Tom Solesbury, Matthew Wells    | 5:41,75    |
| 3     | Ukraine        | Wolodymyr Pawlowskyj, Kostjantyn Saizew, Serhij Hryn, Iwan Dowhodko | 5:43,46    |
| 4     | Schweiz        | Florian Stofer, Nico Stahlberg, André Vonarburg, Augustin Maillefer | 5:45,13    |

## Hoffnungslauf
30. Juli 2012
| Platz | Boot               | Besatzung                                                             | Zeit (min) |
| ----- | ------------------ | --------------------------------------------------------------------- | ---------- |
| 1     | Neuseeland         | John Storey, Michael Arms, Matthew Trott, Robert Manson               | 5:43,82    |
| 2     | Italien            | Matteo Stefanini, Francesco Fossi, Pierpaolo Frattini, Simone Raineri | 5:44,57    |
| 3     | Schweiz            | Florian Stofer, Nico Stahlberg, André Vonarburg, Augustin Maillefer   | 5:44,90    |
| 4     | Vereinigte Staaten | Wesley Piermarini, Alexander Osborne, Peter Graves, Elliot Hovey      | 5:45,62    |

## Halbfinale
1. August 2012

### Lauf 1
| Platz | Boot           | Besatzung                                                               | Zeit (min) |
| ----- | -------------- | ----------------------------------------------------------------------- | ---------- |
| 1     | Kroatien       | David Šain, Martin Sinković, Damir Martin, Valent Sinković              | 6:03,39    |
| 2     | Australien     | Christopher Morgan, Karsten Forsterling, James McRae, Daniel Noonan     | 6:05,45    |
| 3     | Großbritannien | Stephen Rowbotham, Charles Cousins, Tom Solesbury, Matthew Wells        | 6:05,71    |
| 4     | Neuseeland     | John Storey, Michael Arms, Matthew Trott, Robert Manson                 | 6:10,95    |
| 5     | Russland       | Wladislaw Rjabzew, Alexei Swirin, Nikita Morgatschow, Sergei Fedorowzew | 6:13,61    |
| 6     | Schweiz        | Florian Stofer, Nico Stahlberg, André Vonarburg, Augustin Maillefer     | 6:19,64    |

### Lauf 2
| Platz | Boot        | Besatzung                                                                  | Zeit (min) |
| ----- | ----------- | -------------------------------------------------------------------------- | ---------- |
| 1     | Deutschland | Karl Schulze, Philipp Wende, Lauritz Schoof, Tim Grohmann                  | 6:05,85    |
| 2     | Estland     | Andrei Jämsä, Allar Raja, Tõnu Endrekson, Kaspar Taimsoo                   | 6:07,85    |
| 3     | Polen       | Konrad Wasielewski, Marek Kolbowicz, Michał Jeliński, Adam Korol           | 6:10,75    |
| 4     | Frankreich  | Benjamin Chabanet, Matthieu Androdias, Pierre-Jean Peltier, Adrien Peltier | 6:12,81    |
| 5     | Ukraine     | Wolodymyr Pawlowskyj, Kostjantyn Saizew, Serhij Hryn, Iwan Dowhodko        | 6:16,23    |
| 6     | Italien     | Matteo Stefanini, Francesco Fossi, Pierpaolo Frattini, Simone Raineri      | 6:18,96    |

## Finale

### Finale B
1. August 2012, 11:10 Uhr MESZ

Anmerkung: zur Ermittlung der Plätze 7 bis 12
| Platz | Boot               | Besatzung                                                                  | Zeit (min) | Anmerkung                      |
| ----- | ------------------ | -------------------------------------------------------------------------- | ---------- | ------------------------------ |
| 7     | Neuseeland         | John Storey, Michael Arms, Matthew Trott, Robert Manson                    | 5:58,88    |                                |
| 8     | Russland           | Wladislaw Rjabzew, Alexei Swirin, Nikita Morgatschow, Sergei Fedorowzew    | 5:59,17    |                                |
| 9     | Ukraine            | Wolodymyr Pawlowskyj, Kostjantyn Saizew, Serhij Hryn, Iwan Dowhodko        | 6:01,23    |                                |
| 10    | Frankreich         | Benjamin Chabanet, Matthieu Androdias, Pierre-Jean Peltier, Adrien Peltier | 6:02,12    |                                |
| 11    | Italien            | Matteo Stefanini, Francesco Fossi, Pierpaolo Frattini, Simone Raineri      | 6:02,57    |                                |
| 12    | Schweiz            | Florian Stofer, Nico Stahlberg, André Vonarburg, Augustin Maillefer        | 6:04,37    |                                |
| 13    | Vereinigte Staaten | Wesley Piermarini, Alexander Osborne, Peter Graves, Elliot Hovey           | –          | im Hoffnungslauf ausgeschieden |

### Finale A
3. August 2012, 12:30 Uhr MESZ

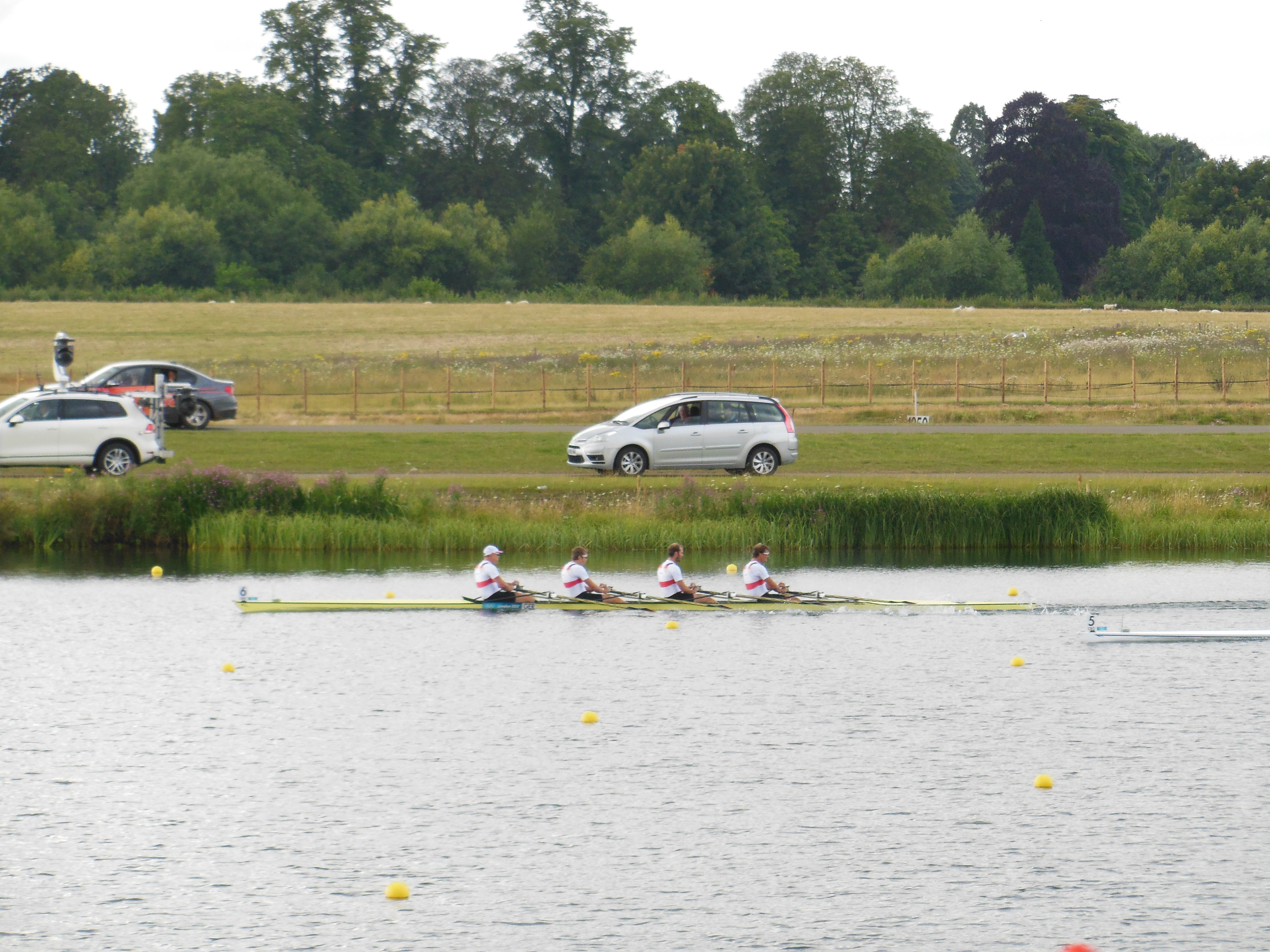
Der siegreiche deutsche Vierer

Anmerkung: zur Ermittlung der Plätze 1 bis 6
| Platz | Boot           | Besatzung                                                           | Zeit (min) |
| ----- | -------------- | ------------------------------------------------------------------- | ---------- |
| 1     | Deutschland    | Karl Schulze, Philipp Wende, Lauritz Schoof, Tim Grohmann           | 5:42,48    |
| 2     | Kroatien       | David Šain, Martin Sinković, Damir Martin, Valent Sinković          | 5:44,78    |
| 3     | Australien     | Christopher Morgan, Karsten Forsterling, James McRae, Daniel Noonan | 5:45,22    |
| 4     | Estland        | Andrei Jämsä, Allar Raja, Tõnu Endrekson, Kaspar Taimsoo            | 5:46,96    |
| 5     | Großbritannien | Stephen Rowbotham, Charles Cousins, Tom Solesbury, Matthew Wells    | 5:49,19    |
| 6     | Polen          | Konrad Wasielewski, Marek Kolbowicz, Michał Jeliński, Adam Korol    | 5:51,74    |

Für Kroatien war es die erste Medaille in dieser Bootsklasse.